# Atar (zoroastrismo)

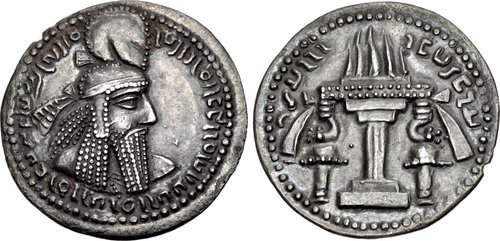
Dracma de r. com um altar de fogo em seu reverso

Atar (em avéstico: 𐬁𐬙𐬀𐬭; romaniz.: ātar; em parta: 𐭠𐭲𐭥𐭥𐭩; romaniz.: ādar ou ādur; em persa: آذر; romaniz.: āzar), Ataxe (em persa médio: 𐭠𐭲𐭧‎𐭱; romaniz.: ʾtχš; em persa: آتش; romaniz.: ātaš) ou Dastagni (Dāštāɣni) é o conceito zoroastrista de fogo sagrado, às vezes descrito em termos abstratos como "fogo ardente e não ardente" ou "fogo visível e invisível". Na língua avéstica, é um atributo de fontes de calor e luz. Antigamente, pensava-se que era etimologicamente relacionado ao avéstico atravã (āθrauuan / aθaurun) (atarvã védico), um tipo de sacerdote, mas isso agora é considerado improvável.